# Parafia Najświętszej Maryi Panny Szkaplerznej w Hoduciszkach
Parafia Najświętszej Maryi Panny Szkaplerznej w Hoduciszkach (lt. Adutiškio Švč. M. Marijos Škaplierinės parapija) – parafia rzymskokatolicka w Hoduciszkach. Jest parafią w dekanacie święciańskim archidiecezji wileńskiej. Nabożeństwa w kościele odbywają się w języku litewskim i polskim.  

## Historia
W 1608 roku kanonik (późniejszy biskup żmudzki) Stanisław Kiszka ufundował kościół w Hoduciszkach i na jego utrzymanie podarował wieś Jankiszki. Dobra te należały wówczas do Kapituły Wileńskiej (zostały znacjonalizowane w 1842 roku). W XVII wieku utworzono parafię. W 1832 roku posiadała ona wsie Grodzie, Sakuny i Wirszyły.
W 1810 roku stary drewniany kościół został rozebrany. Prałat Jonas Civinskas w latach 1818–1826 wybudował nowy murowany kościół. Pisarz Aleksander Burba (1854-1898) posługiwał w parafii jako wikariusz w 1889 roku. W 1900 roku zatwierdzono projekt powiększenia murowanego kościoła. Kiedy jego fundamenty okazały się zbyt słabe, w 1903 roku zaprojektowano nową świątynię.
W latach 1904–1913 wybudowano z cegły obecnie istniejący kościół. W latach 1901–1935 proboszczem był ks. Benedykt Krištaponis (1870–1944), który prowadził budowę kościoła. Za działalność pro litewską został w 1927 roku uwięziony przez polskie władze w więzieniu na Łukiszkach. W 1935 roku został ponownie ukarany i zmuszony do wyjazdu z Hoduciszek. Został pochowany na miejscowym cmentarzu. W latach 1901–1932 roku organistą był Leonas Bielinis (1882–1941), który po I wojnie światowej założył litewską szkołę, chór parafialny, a w 1925 roku zorganizował orkiestrę dudziarską. W latach 1935–1937 proboszcz Juozas Vaičiūnas (1894–1962) przeprowadził remont kościoła oraz zainstalował nowe organy. Wikariusz Kazimieras Banevičius (1905–1942), (w Hoduciszkach posługiwał w latach 1934-1942) został zastrzelony przez Niemców. 
W latach 1946–1955 proboszczem był dziekan Julijonas Steponavičius (1911–1991), późniejszy arcybiskup wileński. W 1954 roku dokonał restauracji wnętrza kościoła. W latach 1968–1981 proboszczem był ks. Bronius Laurinavičius (1913–1981), został pochowany w Hoduciszkach. Z jego inicjatywy wyremontowano kościół, ozdobiono freskami, zainstalowano ogrzewanie oraz wprawiono witraże.